# Darik
Darik je bio zlatni kovani novac koji se koristio u Perzijskom Carstvu. Bio je vrlo velike kvalitete, s čistoćom od 95.83%. Masa mu je bila 8.385 grama, a sadržavao je otisak perzijskog kralja ili velikog ratnika naoružanog lukom i strijelom, no nije utvrđeno koga točno prikazuje. Darik je uveden u doba vladavine Darija Velikog između 522. i 486. pr. Kr., a prestao se koristiti nakon Aleksandrove invazije 330. pr. Kr. Nakon što je Aleksandar Makedonski osvojio Perziju, darici su rasptopljeni i od njih se kovao novi, Aleksandrov novac. To je vjerojatno glavni razlog zbog čega danas ima vrlo malo sačuvanih darika, unatoč njihovoj raširenosti u doba vladavine perzijske dinastije Ahemenida.

## Etimologija
Stari Grci smatrali su kako je kovanica naziv „darik“ (grč. dareikós statḗr) izvedenica od imena perzijskog kralja Darija Velikog, no vjerojatnije se radi o izvedenice perzijske riječi „zarig“ što znači zlato.

## Uvođenje
Pred kraj 5. stoljeća pr. n. e., perzijski satrapi u Maloj Aziji počeli su kovati vlastiti novac, što je Darije Veliki smatrao strogo kažnjivim zločinom budući kako je izrada kovanica bila isključivo kraljevsko pravo. Numizmatički dokazi svjedoče kako otisci na daricima ili siglosima prikazuju isključivo perzijske velike kraljeve, što je praksa koju je uveo Darije i koja je bila simbol njegove vladavine i perzijske ekonomske moći.

## Povijesni zapisi

### Stari zavjet
Darik se nekoliko puta spominje u Starom zavjetu, jer su Židovi došli u kontakt s njime nakon što su ih Perzijanci oslobodili iz ropstva u Babilonu. Prva Knjiga Kronika opisuje kralja Davida koji je tražio od naroda donacije da obnovi Salomonov hram u Jeruzalemu. Spominje se kako je „velikodušno donirano deset tisuća zlatnih darika“. Iako se prema kronologiji Starog zavjeta Davidova vladavina smješta između 1048. i 1007. pr. Kr., upotreba darika smatra se ili anakronizmom ili autorskom pretvorbom u ondašnje novčane jedinice.

### Drevna Grčka
U antičko vrijeme, darik se prozvan „strijelcem“. Primjerice,spartanski kralj Agesilaj II. spominje kako ga je iz Azije istjeralo trideset tisuća strijelaca, što vjerojatno upućuje na mito koje je dobio od perzijskih satrapa.
Spominje se i „dvostruki darik“ kojim se služio ili Darije III. ili Aleksandar Makedonski između 350. i 330. pr. Kr., no o tome ne postoji više pouzdanih informacija.

## Galerija
- Ahemenidski perzijski darik, 4. stoljeće pr. Kr.
- Prednja i stražnja strana darika
- Perzijski darik[7]
- Srebrni stater iz doba cilicijskog satrapa Farnabaza III. (379.-374. pr. Kr.), Britanski muzej

## Poveznice
- Ahemenidsko Perzijsko Carstvo
- Darije Veliki

## Vanjske poveznice
- Darik (enciklopedija Iranica)
- Darik (enciklopedija Britannica)
- Novac, težina i mjerenje u antici (Livius.org)  Arhivirana inačica izvorne stranice od 31. prosinca 2008. (Wayback Machine)
- Darik (Numizmatika - Antikviteti)
- Zlatni darik (Britanski muzej)  Arhivirana inačica izvorne stranice od 4. studenoga 2012. (Wayback Machine)
- Orijentalne kovanice (Zeno.ru)
- Kovanice Perzijskog carstva i njihovih satrapija
- Kovanice maloazijskih satrapija  Arhivirana inačica izvorne stranice od 4. siječnja 2011. (Wayback Machine)